# Estación de Grisén
Grisén es una estación de ferrocarril situada en el municipio español de Grisén en la provincia de Zaragoza, comunidad autónoma de Aragón. Cuenta con servicios de Media Distancia. Cumple también funciones logísticas.

## Situación ferroviaria
Las instalaciones ferroviarias se encuentran situadas en el punto kilométrico 314,6 de la línea férrea de ancho ibérico que une Madrid con Barcelona, a 246 metros de altitud, entre las estaciones de Plasencia de Jalón y de Casetas. El tramo es de doble vía y está electrificado. 
De la estación parte un ramal ferroviario hacia el norte que enlaza con la estación de Cabañas de Ebro, así como un ramal hacia el sureste que presta servicio a la industria automovilística de Figueruelas. 

## Historia
La estación fue inaugurada el 25 de mayo de 1863 con la apertura del tramo Medinaceli - Zaragoza de la línea férrea Madrid-Zaragoza por parte de la Compañía de los Ferrocarriles de Madrid a Zaragoza y Alicante o MZA. En 1941, la nacionalización del ferrocarril en España supuso la integración de la compañía en la recién creada RENFE.
El 10 de febrero de 1965, sobre las 6:20 de la mañana, un tren correo procedente de Madrid, con destino a Barcelona, a unos 1900 m de haber pasado la estación, ocasionó el Accidente ferroviario de Grisén.
Entre al menos 1977 y hasta el 31 de diciembre de 1983, en que fueron sustituidos por autobuses, existió un servicio desde Zaragoza-El Portillo prestado por un Ferrobús que, vía Calatayud, Daroca y Caminreal, enlazaba con Teruel. Este servicio tenía una duración total de 4 horas y 56 minutos.
Desde el 31 de diciembre de 2004 Renfe Operadora explota la línea mientras que Adif es la titular de las instalaciones ferroviarias.

## La estación
El 3 de diciembre de 2020 Adif licitó el proyecto de obra que supondrá mejoras de en envergadura en la estación, especialmente en lo relativo a seguridad y tránsito de trenes. Consisten fundamentalmente  en la supresión de pasos subterráneos para peatones, ampliación de andenes hasta 750 metros para acoger trenes de mercancías y reconfigurar vías para que los trenes Alvia que circulan entre Madrid y Pamplona sin parada no circulen por vía derivada en la estación en el by-pass.

## Servicios ferroviarios

### Media Distancia
Renfe presta servicios de Media Distanciagracias a sus trenes Regionales en los trayectos indicados, realizando tres servicios diarios por sentido en total, salvo sábados que se reducen a dos por sentido, de la forma que se detalla a continuación.
El servicio regional con destino/origen Madrid-Chamartín se presta una vez al día por sentido con trenes automotores eléctricos R-470 de Renfe. El servicio Zaragoza-Arcos de Jalón se presta una vez al día por sentido con antiguos Intercity reconvertidos a regionales, los trenes de la serie 448 de Renfe. Mismos trenes y frecuencia para el tren Zaragoza-Calatayud, con la salvedad de que este último no circula los sábados. Los viernes, en lugar de rendir viaje en Calatayud, continúa a Ariza. Los domingos procede de Ariza.
| Línea MD | Trenes   | Origen/Destino           |  | Destino/Origen                      |
| -------- | -------- | ------------------------ |  | ----------------------------------- |
|          | Regional | Madrid-Chamartín         |  | Lérida Pirineos Zaragoza-Miraflores |
|          | Regional | Arcos de Jalón Calatayud |  | Zaragoza-Miraflores                 |